# Декстер (Нью-Мексико)
Декстер (англ. Dexter) — місто (англ. town) в США, в окрузі Чавес штату Нью-Мексико. Населення — 1074 особи (2020).

## Географія
Декстер розташований за координатами 33°11′41″ пн. ш. 104°22′8″ зх. д. / 33.19472° пн. ш. 104.36889° зх. д. (33.194807, -104.368905).  За даними Бюро перепису населення США в 2010 році місто мало площу 2,09 км², з яких 1,93 км² — суходіл та 0,16 км² — водойми.

## Демографія
Згідно з переписом 2010 року, у місті мешкало 1266 осіб у 418 домогосподарствах у складі 331 родини. Густота населення становила 605 осіб/км².  Було 452 помешкання (216/км²).
Расовий склад населення:
| - 58,0 % — білих - 1,4 % — корінних американців - 0,4 % — чорних або афроамериканців - 36,5 % — осіб інших рас |

До двох чи більше рас належало 3,7 %. Частка іспаномовних становила 75,9 % від усіх жителів.
За віковим діапазоном населення розподілялося таким чином: 31,0 % — особи молодші 18 років, 58,3 % — особи у віці 18—64 років, 10,7 % — особи у віці 65 років та старші. Медіана віку мешканця становила 31,8 року. На 100 осіб жіночої статі у місті припадало 105,5 чоловіків;  на 100 жінок у віці від 18 років та старших — 98,4 чоловіків також старших 18 років.
Середній дохід на одне домашнє господарство  становив 47 659 доларів США (медіана — 40 667), а середній дохід на одну сім'ю — 54 534 долари (медіана — 46 591). Медіана доходів становила 39 909 доларів для чоловіків та 32 813 долари для жінок. За межею бідності перебувало 23,6 % осіб, у тому числі 27,1 % дітей у віці до 18 років та 16,1 % осіб у віці 65 років та старших.
Цивільне працевлаштоване населення становило 504 особи. Основні галузі зайнятості: освіта, охорона здоров'я та соціальна допомога — 28,6 %, роздрібна торгівля — 15,5 %, сільське господарство, лісництво, риболовля — 13,7 %.